# Das Schweigen im Walde (1929)
Das Schweigen im Walde ist ein deutsches Stummfilmmelodram aus dem Jahre 1929 von und mit Wilhelm Dieterle in der Hauptrolle. Die Geschichte basiert auf dem gleichnamigen Roman (1899) von Ludwig Ganghofer.

## Handlung
Heinz von Ettingen hat sich verlobt mit der jungen und ziemlich kapriziösen Baronin Prankha. Lange Zeit glaubte er in ihr etwas zu sehen, was jedoch nicht vorhanden ist. Spätestens während der Verlobungsfeier muss er erkennen, dass seine ihm Angetraute ausgesprochen vergnügungssüchtig ist. Um den Kopf für eine Entscheidung frei zu bekommen, verlässt der Fürst noch während der Feier das Schloss. Er zieht sich in die Berge zurück, um sich darüber klar zu werden, wie es nun weiter gehen soll. Auf einer Wanderung durch die Stille und Einsamkeit der Hochalpen begegnet Heinz von Ettingen der jungen Lo Petri, der Tochter eines Kunstmalers. Schlagartig verliebt er sich in das junge Mädchen. Der Adelige weiß nicht, dass er damit dem dubiosen Jäger Toni Mazegger in die Quere kommt. Derweil lässt es Prankha im Schloss richtig krachen und gibt in Anwesenheit ihrer Entourage ein Gelage nach dem anderen. In diese Vergnügungsorgie platzt bei seiner Heimkehr der Fürst hinein. Er ist entsetzt und angewidert zugleich.
Ausgiebiges Gejohle tönt derweil aus dem Dorf vom Johannisfest herüber. Lo Petri, die daran teilnehmen möchte, wird von den Dörflern ausgeschlossen, weil man ihren Vater, einen Sonderling, nicht ausstehen kann. Der Fürst kommt herbei, versucht zu beschwichtigen und kümmert sich um Lo. Seine Abwesenheit nutzt Prankha, um nun auf dem Schloss endgültig sämtliche Grenzen zu übertreten. Bei seiner Rückkehr erwischt Fürst Ettingen seine Verlobte in einer höchst verfänglichen Situation. Nun ist das Band zwischen ihm und ihr endgültig zerschnitten, und er fühlt sich frei für Lo, die ihm immer mehr ans Herz gewachsen ist. Jäger Mazegger weiß, dass er angesichts der fürstlichen Konkurrenz bei Lo keine Chance hat und betrinkt sich hemmungslos. Dann geht er den Wald hinauf und zündet selbigen nahe Los Hütte an. Bald brennt es dort lichterloh. Der Feuerteufel kommt dabei ebenso ums Leben wie der alte Petri. Im letzten Moment kann Fürst Heinz seine geliebte Lo vor dem Flammentod bewahren.

## Produktionsnotizen
Das Schweigen im Walde entstand von August bis September 1929 in den UFA-Ateliers von Neubabelsberg sowie mit Außenaufnahmen in bzw. bei Mittenwald und wurde erstmals am 23. Oktober 1929 der Zensur vorgelegt. Nach minimalen Schnitten wurde der Streifen und am 29. November 1929 für die Allgemeinheit zugelassen. Die Uraufführung erfolgte am 5. November 1929 in München, damals noch in der Jugendverbotsversion. Berliner Premiere war am 29. November 1929 im Titania-Palast. Die allgemein zugelassene Fassung besaß sieben Akte, verteilt auf 2408 Metern Länge.
Joe Pasternak übernahm die Produktionsleitung, Otto Gülstorff und Filmdebütant Gabriel Pellon gestaltete die Bauten. Paul Dannenberg war Maskenbildner.

## Kritiken
„Die Neunmalklugen werden die Internationalität des Films bedroht sehen und bemerken nicht, wie wir durch eben diese Sucht, international zu schaffen, vom internationalen Markt verdrängt sind. Wir plagen uns ab mit Filmen, die im Ausland unvergleichlich besser hergestellt werden können als bei uns. (…) Das Schweigen im Walde ist die praktische Beweisführung, wie und auf welche Weise der deutschen Filmindustrie zu helfen wäre.“

„Dieterle hat den Bayern ihren Film geschenkt (…) Wer hätte es für möglich gehalten, daß sich aus der Asche des alten Hochlandfilms dieser Phoenix von Poesie, Kraft, Musik erheben würde? Hier hat sich alles ein Stelldichein gegeben, was uns an der deutschen Landschaft ewig berauscht, was ewig neu ist. Und mitten in dieses Zauberreich hineingebaut ist eine herbsüße Ballade von der Liebe des unglücklich verlobten Edelmanns … zu der vom ganzen Dorf Verfemten ... (…) Dieterle ist mit diesem Film weit über alle seine bisherigen Schöpfungen hinausgewachsen; als Regisseur hat er den Stil der lyrischen Ballade gefunden …“